# إيرني إرنست
إيرني إرنست (بالإنجليزية: Ernie Ernst)‏ هو قاضي أمريكي، ولد في 1924، وتوفي في 2013.